# Malachy John Goltok
Malachy John Goltok (* 12. Juli 1965 in Bauchi; † 21. März 2015 in Jos) war ein nigerianischer römisch-katholischer Geistlicher und Bischof von Bauchi.

## Leben
Malachy John besuchte die Schule in Wunti, Bauchi (1972–1978) und das Kleine Seminar St. John Vianney in Barkin Ladi in Jos (1978–1984). Am Priesterseminar St. Augustine in Jos studierte er Theologie und Philosophie (1984–1990). Der Bischof von Jos, Gabriel Gonsum Ganaka, spendete ihm am 4. November 1990 die Priesterweihe. Er hatte verschiedene Ämter in seinem Bistum inne.
Papst Benedikt XVI. ernannte ihn am 18. März 2011 zum Bischof von Bauchi. Die Bischofsweihe spendete ihm der Erzbischof von Saint Andrews und Edinburgh, Keith Michael Patrick Kardinal O’Brien, am 19. Mai  desselben Jahres; Mitkonsekratoren waren James Naanman Daman OESA, Bischof von Shendam, und Charles M. Hammawa, Bischof von Jalingo. Er war der erste einheimische Bischof von Bauchi.
Er erlag am 21. März 2015 einer kurzen, schweren Krankheit.